# Grümmi-Arena
Die Grümmi-Arena ist ein Fußballstadion in der schleswig-holsteinischen Stadt Neumünster. Sie ist Heimspielstätte des Fußballvereins VfR Neumünster, der zur Saison 2023/24 in die fünftklassige Fußball-Oberliga Schleswig-Holstein aufstieg. Bis 2011 trug die Anlage den Namen VfR-Stadion an der Geerdtsstraße (kurz: VfR-Stadion).

## Geschichte
Das Stadion des VfR Neumünster wurde 1927 errichtet. Es befindet sich in der Nähe des Tierparks und des Flugplatzes der Stadt. Zunächst bot es Platz für rund 18.000 Zuschauer, heute fasst das Stadion 4999 Besucher. Baulich sind zwar 6000 Plätze vorhanden, um Kosten beim Umbau zu sparen und nicht unter die Versammlungsstättenverordnung zu fallen, hat sich der Verein dazu entschlossen, die Nordkurve zu schließen und nicht mehr als 4999 Personen einlassen zu wollen. Das Stadion verfügt über zwei getrennte Eingangsbereiche: Der für die Heimfans liegt hinter der Ostgeraden, der für die Gäste an der Südkurve. Alle Stehplätze bis auf die geschlossene Nordkurve werden derzeit mit in der Erde verankerten Gummimatten und Wellenbrechern nachgerüstet. Um das Stadion sind mehrere Fußballfelder verschiedener Größe angelegt.
Ab 1955 spielte der VfR in der Oberliga Nord, der damals höchsten Spielklasse im deutschen Fußball, und Vereine wie der Hamburger SV, Werder Bremen, Eintracht Braunschweig und Hannover 96 waren in dieser Zeit regelmäßig im Stadion zu Gast.
Im Februar 2011 wurde der Unternehmer Gerd Grümmer, der in Neumünster vier Edeka-Filialen führt, der Namenssponsor des VfR-Stadions, das rückwirkend seit 1. Januar 2011 Grümmi-Arena heißt.

## Galerie

Tribünenplan der Grümmi-Arena